# Tim McGraw
Tim McGraw (nascido Samuel Timothy McGraw; Start, 1 de maio de 1967) é um cantor, produtor musical, e ator estadunidense. McGraw lançou 15 álbuns de estúdio (11 para a Curb Records, três para a Big Machine Records e 1 para Arista Nashville). Dez desses álbuns alcançaram o número 1 nas paradas de Top Country Albums, com seu álbum de 1994, Not a Moment Too Soon, sendo o melhor álbum country de 1994. Todos esses álbuns produziram 65 "singles", 25 dos quais alcançaram o número 1 nas paradas Hot Country Songs ou Country Airplay. Três desses singles - "It's Your Love ", "Just to See You Smile" e "Live Like You Were Dying" - foram as principais músicas country de 1997, 1998 e 2004, segundo a <i id="mwFA">Billboard</i> Year-End. Ele também ganhou três prêmios Grammy, 14 prêmios da Academia de Música Country, 11 Country Music Association (CMA), 10 American Music Awards e três People's Choice Awards. Sua Soul2Soul II Tour é uma das turnês de maior bilheteria da história da música country, e uma das top 5 entre todos os gêneros musicais. Tim McGraw lançou recentemente seus últimos "singles" “Neon Igreja” e “Thought About You” em 4 de outubro de 2018 Ele já vendeu mais de 75 milhões de discos em todo o mundo, tornando-o um dos mais vendidos artistas da música de todos os tempos.
McGraw aventurou-se a atuar, com papéis coadjuvantes em The Blind Side (com Sandra Bullock), Friday Night Lights, O Reino, Tomorrowland e Four Christmases (com Vince Vaughn e Reese Witherspoon), e The Shack, e papéis principais em Flicka (2006) e Country Strong (2010). McGraw foi um proprietário minoritário dos Nashville Kats da Arena Football League.
Em reconhecimento à herança italiana de seu avô, McGraw foi homenageado pela Fundação Nacional Italiana Americana (NIAF) em 2004, recebendo o Prêmio NIAF de Conquista Especial em Música durante o 29º Gala de Aniversário da Fundação.
Ele é casado com a cantora Faith Hill desde 1996 e é filho do jogador de beisebol Tug McGraw.
Samuel Timothy McGraw nasceu em Start (Louisiana), o único filho de Elizabeth "Betty" Ann D'Agostino, uma garçonete de Jacksonville, Flórida, e Frank Edwin "Tug" McGraw Jr., um arremessador da segunda liga Jacksonville Suns e futuro astro arremessador para o New York Mets e o Philadelphia Phillies. McGraw é descendente de italianos e irlandeses do lado de sua mãe e tem ascendência escocesa-irlandesa, inglesa, suíça, holandesa, tcheca e alemã por parte do pai. Em 1966, a mãe de McGraw morava no mesmo prédio de apartamentos de seu pai, que jogava beisebol em Jacksonville, enquanto D'Agostino era aluno da Terry Parker High School. Quando a mãe adolescente de McGraw ficou grávida, seus avós enviaram D'Agostino para a Louisiana para morar com parentes. Através de seu pai, McGraw tem dois meio-irmãos, Mark e Matthew, e uma meia-irmã chamada Cari.

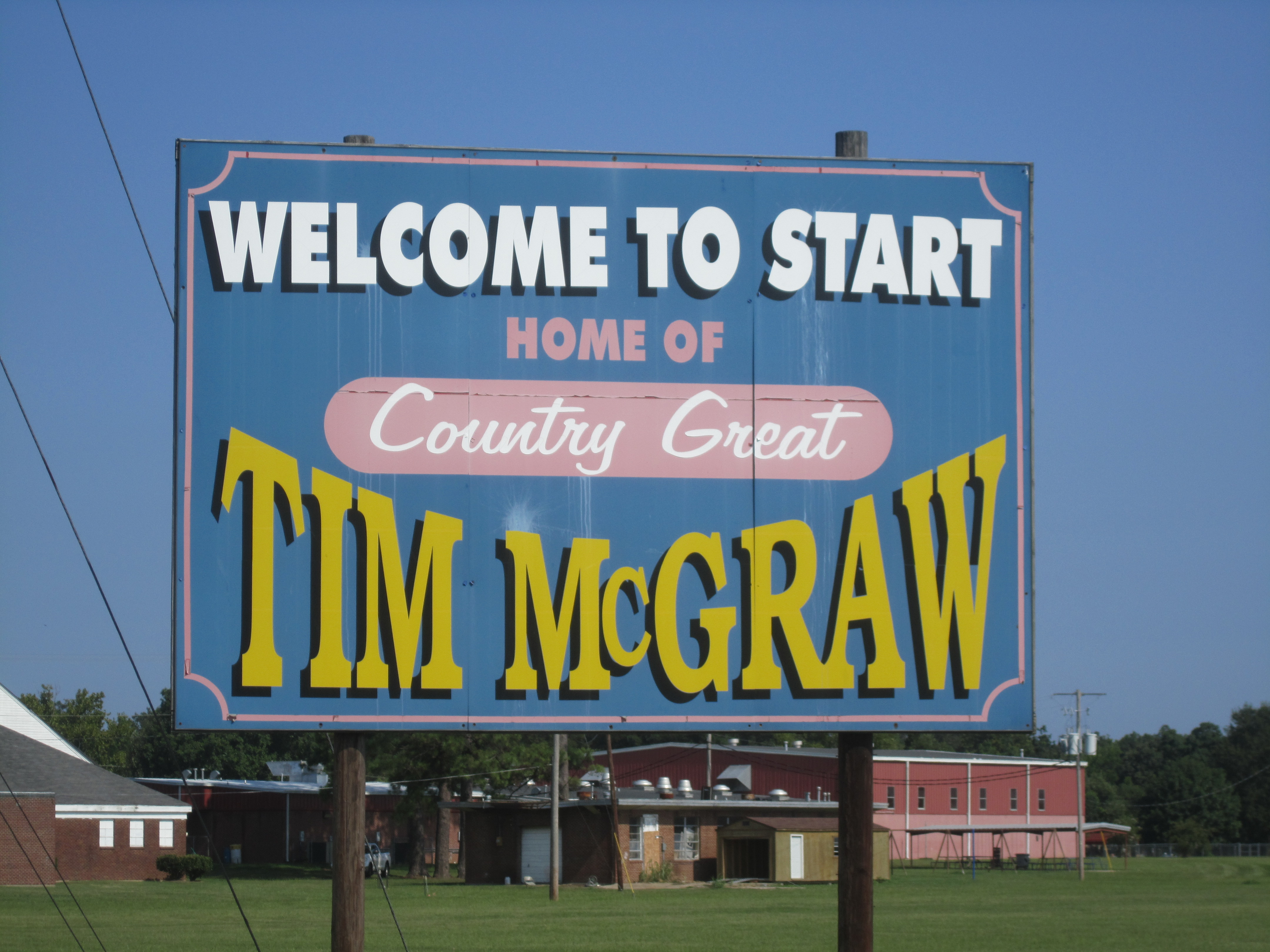
Start, Louisiana, sinal de boas vindas, observa que McGraw residiu lá.

Criadas nas cidades de Louisiana de Deli e Richland Parish, McGraw cresceu acreditando que seu padrasto, Horace Smith, era seu pai e até que ele conheceu seu pai biológico, o sobrenome de McGraw era Smith. Aos 11 anos, McGraw descobriu sua certidão de nascimento enquanto procurava no armário de sua mãe uma foto para um projeto escolar. Após a descoberta, McGraw aprendeu com sua mãe quem era seu pai biológico e ela o levou para conhecer o McGraw mais velho pela primeira vez. Tug McGraw negou o parentesco por sete anos até McGraw ter 18 anos de idade. Depois disso, os dois formaram um relacionamento e permaneceram próximos até a morte do ex-astro do beisebol em 2004. Quando criança, McGraw praticava esportes competitivos, incluindo o beisebol, antes mesmo de saber quem era seu pai e sua carreira no beisebol profissional. McGraw também foi um membro do FFA no ensino médio. Após a formatura do ensino médio, ele estudou na Northeast Louisiana University com uma bolsa de beisebol e comprometeu-se como membro da fraternidade Pi Kappa Alpha. Uma lesão no joelho sofrida durante o jogo de beisebol para a faculdade impediu-o de seguir carreira profissional no esporte. Durante a faculdade, McGraw aprendeu a tocar violão e costumava cantar com frequência. Ele alegou que seus colegas de quarto costumavam esconder o violão porque ele era muito ruim. McGraw seguiu sua mãe quando retornou a Jacksonville, (Flórida) em 1987. Após a mudança, ele frequentou o Florida Community College em Jacksonville por um período e, ocasionalmente, sentou-se com bandas locais. Em 1989, no dia em que seu herói Keith Whitley morreu, McGraw deixou a faculdade para ir a Nashville e seguir uma carreira musical.

## Carreira musical

### Anos 90

#### Tim McGraw

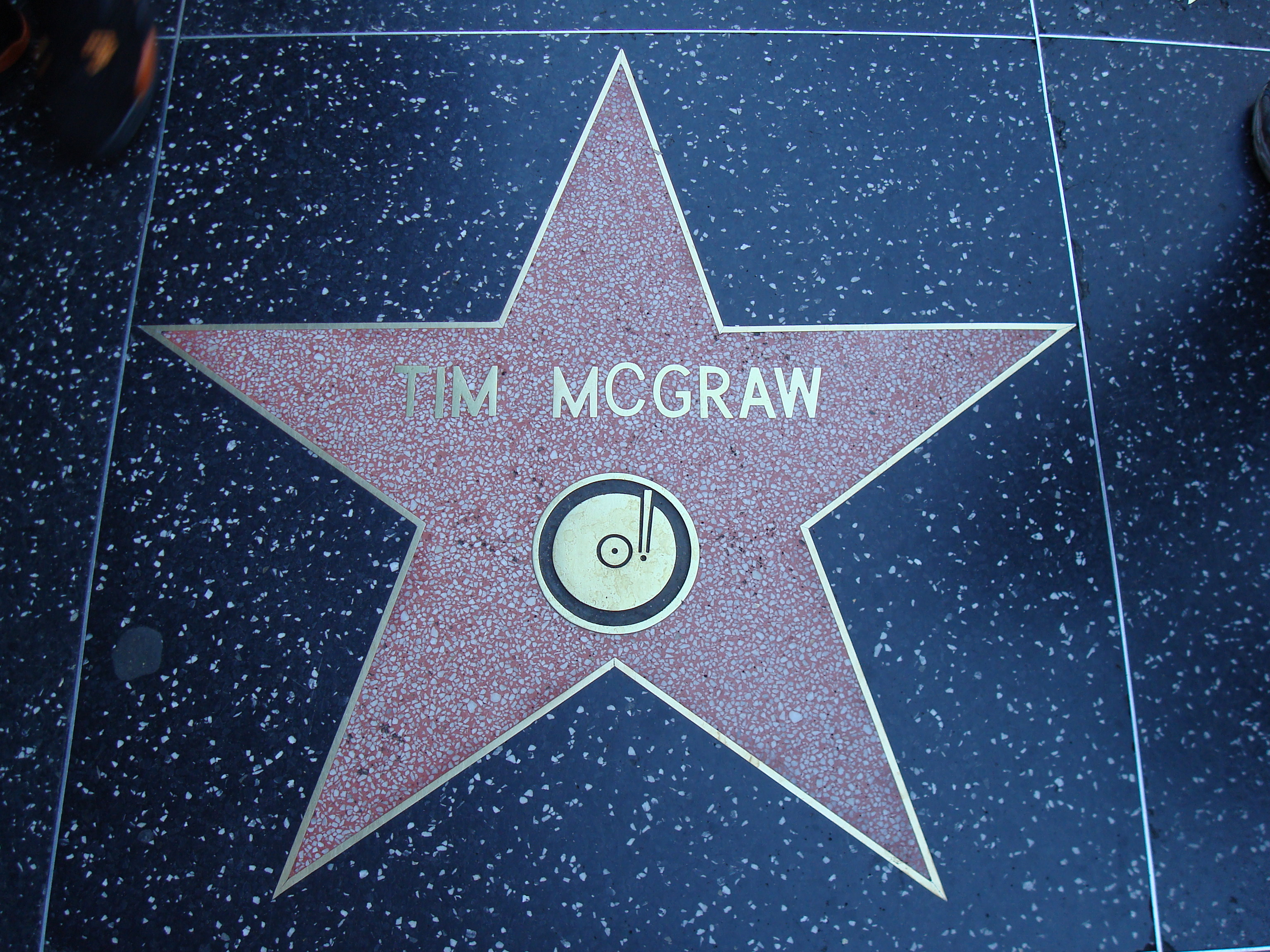
A estrela de Tim McGraw no Hollywood Walk of Fame

McGraw chamou a atenção da Curb Records em 1990. Depois de gravar um "single" de demonstração, McGraw deu uma cópia para seu pai. Um homem que era amigo dos executivos da Curb Records ouviu a demonstração enquanto dirigia com Tug um dia e recomendou que Curb contatasse o jovem cantor. Várias semanas depois, ele pôde tocar sua fita para os executivos da Curb, após o que foi assinado um contrato de gravação. O primeiro "single" de McGraw, "What Room Was the Holiday Inn", foi lançado em 29 de março de 1991, e não entrou na parada da Billboard Hot Country Songs após seu lançamento. Em uma retrospectiva de 2001 na carreira de McGraw na Billboard, um ex-diretor de programa da estação de Nashville WSM-FM disse que adicionou a música à "playlist" da emissora porque mostrava "promessa inegável", enquanto outro ex-diretor de programa da WXTU na Filadélfia, Pensilvânia lembrou que o single de estréia de McGraw foi "terrível", mas que ele contratou a cantora para fazer uma aparição na estação devido à fama de seu pai.
Mais três singles foram lançados por Tim McGraw : "Welcome to the Club", "Memory Lane" e "Two Steppin 'Mind". Nenhum fez o país Top 40 e o álbum em si não foi gráfico. Tanto "Memory Lane" quanto "Tears in the Rain", outro trecho do álbum, foram co-escritos por Joe Diffie. "Memory Lane" apareceu originalmente no álbum de estréia de Keith Palmer em 1991.

#### Not a Moment Too Soon
O segundo álbum de McGraw, intitulado "Nem um momento muito em breve", teve muito mais sucesso do que sua estréia auto-intitulada, e foi o álbum country mais vendido de 1994. Seu primeiro single, "Indian Outlaw", resultou em uma controvérsia considerável, já que os críticos argumentaram que apresentava os nativos americanos de maneira paternalista. Algumas estações de rádio até optaram por não o tocar. No entanto, a controvérsia ajudou a impulsionar as vendas e a música tornou-se o primeiro sucesso dos 10 melhores da McGraw nas paradas dos EUA depois de chegar ao número 8. A música também chegou ao número 15 na Billboard Hot 100.
O segundo "single" do álbum, "Don't Take the Girl", tornou-se o primeiro número 1 da McGraw nas paradas "country" dos EUA, além de atingir o número 17 na Billboard Hot 100. A música também "ajudou a cimentar sua imagem como um cara de aparência forte e com um lado sensível". No final do ano, o terceiro "single" do álbum, "Down on the Farm" chegou ao número 2. Depois disso, o quarto single do álbum, também sua faixa-título, tornou-se o segundo sucesso número 1 do cantor no início de 1995. O quinto e último "single" "Refried Dreams" alcançou o número 5. O disco vendeu mais de 6 milhões de cópias, superando as paradas da Billboard 200 e Top Country Album. Com base nesse sucesso, McGraw ganhou os prêmios da Academia de Música Country por Álbum do Ano e Melhor Novo Vocalista Masculino em 1994. O Billboard não é um momento tão rápido como o álbum "country" de 1994 no Billboard Year-End.

#### All I Want
O terceiro álbum de estúdio de McGraw, All I Want, foi lançado em 1995. Assim como seu antecessor, esse álbum também estreou no No.1 nos gráficos do país. O álbum vendeu mais de 2 milhões de cópias nos Estados Unidos e alcançou o Top 5 na Billboard 200. O primeiro "single" do álbum, "I Like It, I Love It", tornou-se o terceiro número 1 da McGraw nas paradas "country" norte-americanas e também chegou ao número 25 da Billboard Hot 100. Os dois "singles" seguintes do álbum, "Can't Be Really Gone" e "All I Want Is a Life" (sua faixa-título parcial), alcançaram o top 5 nos números 2 e 5, respectivamente. O quarto "single", "Ela nunca deixa ir a seu coração", deu McGraw seu quarto número 1 nas paradas do país dos EUA em 1996. Terminando os "singles" foi "Talvez devêssemos apenas dormir sobre ele", que atingiu o número 4.
Em 1996, McGraw liderou a turnê "country" mais bem sucedida do ano, The Spontaneous Combustion Tour, com Faith Hill como seu ato de apoio. Hill interrompeu seu noivado com seu ex-produtor Scott Hendricks para que ela e McGraw pudessem começar a namorar um ao outro; eles então casaram-se em 6 de outubro de 1996.
O quarto disco do cantor, 1997 Everywhere foi lançado em 1997. Também encabeçou as paradas do país e alcançou o No.2 na Billboard 200, vendendo 4 milhões de cópias. O álbum gerou seis "singles". Quatro desses "singles" - "It's Your Love" (um dueto com Faith Hill), a faixa-título " Where the Green Grass Grows" e "Just to See You Smile" - alcançaram o primeiro lugar nas paradas do país. A Country Music Association premiou Everywhere com o prêmio Álbum do Ano de 1997. No 40º Grammy Awards, "It's Your Love" recebeu duas indicações ao Grammy Award por Melhor Colaboração no País com Vocais e Melhor Canção Country. Ambos "It's Your Love" e "Just to See You Smile" foram as canções country número 1 de 1997 e 1998 de acordo com os gráficos da Billboard Year-End; "Só para ver você sorrir" também estabeleceu um recorde para a maior corrida nas paradas do país no momento, as 42 semanas. Os outros dois "singles" do álbum, " One of These Days" e "For a Little While", chegaram ao número 2.

#### A Place in the Sun
O quinto álbum do McGraw, A Place in the Sun, continuou sua carreira em 1999, estreando no topo do país e das paradas de álbuns e vendendo 3 milhões de cópias. Mais de 251.000 dessas cópias foram vendidas durante sua primeira semana, tornando-a a primeira abertura número 1 do cantor na Billboard 200. Produziu mais quatro sucessos número um nas paradas dos EUA com "Please Remember Me", "Something Like That", "My Best Friend" e "My Next Thirty Years". "Algumas coisas nunca mudam" atingiu o número 7 nas paradas. McGraw também contribuiu com uma música para o álbum de tributo vencedor do Grammy para Bob Wills, intitulado Ride With Bob. Um cover de "Milk Cow Blues", essa música foi gravada como um dueto com Asleep at the Wheel, com quem ele havia se conhecido ao se apresentar no George Strait Country Music Festival.
McGraw gravou mais dois duetos com sua esposa no final dos anos 90, os quais apareceram em seus álbuns. " Só para ouvir você dizer que me ama ", de seu álbum de 1998, Faith, com vários discos de platina, alcançou o Top 5 das paradas country dos EUA. Seu álbum seguinte, Breathe de 1999, trazia " Let's Make Love ", que ganhou um Grammy de Melhor Colaboração Vocal por País em 2000.

### Anos 2000

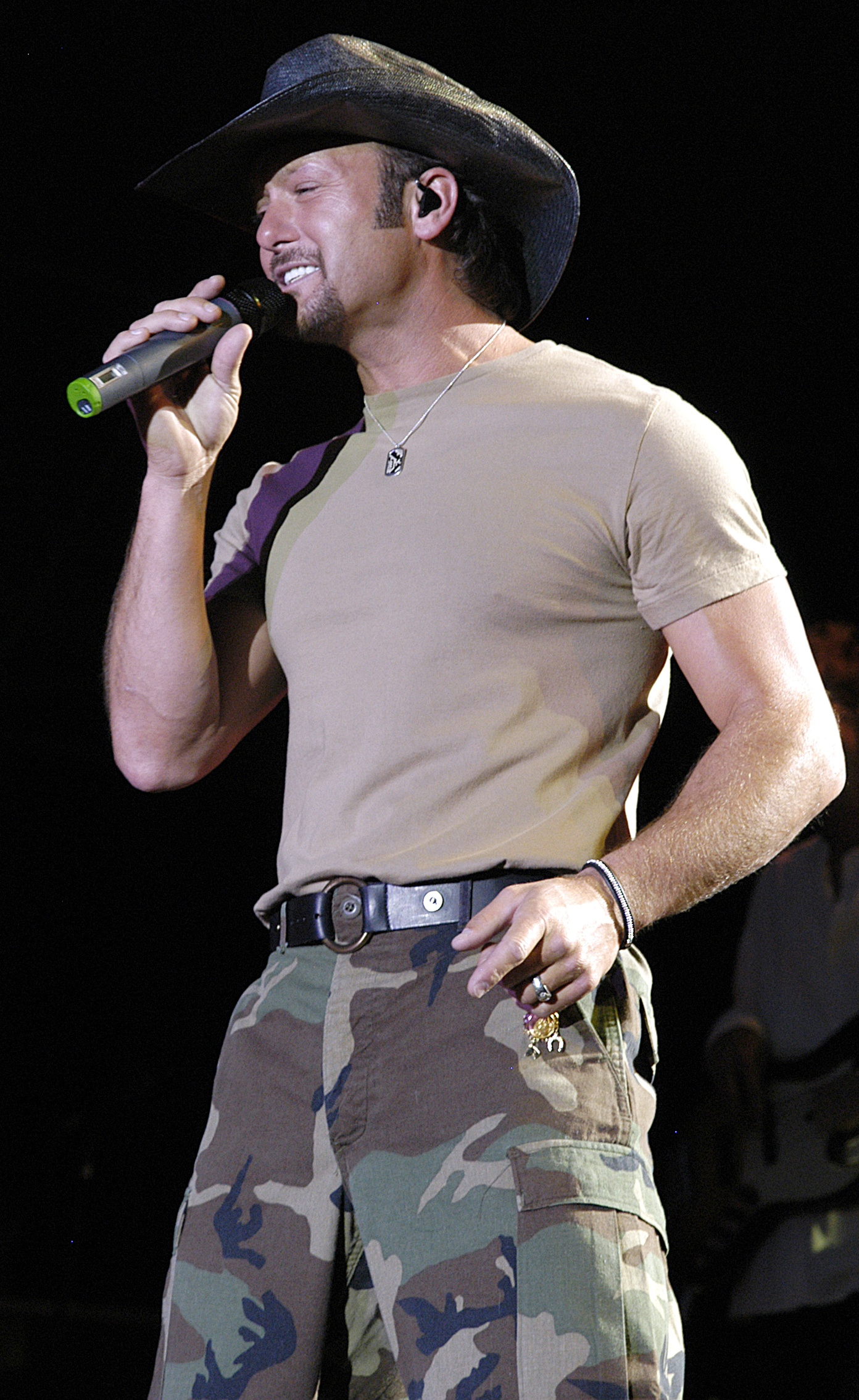
McGraw se apresentando para a Força Aérea dos Estados Unidos em 2003.

#### Greatest Hits
Em 2000, McGraw lançou seu primeiro álbum Greatest Hits, que liderou as paradas de álbuns country por nove semanas e vendeu quase 6 milhões de cópias, tornando este um dos álbuns mais vendidos no mercado moderno do país. Na segunda metade do ano, ele e Hill participaram do Soul2Soul Tour, lotando multidões em 64 locais, incluindo o Madison Square Garden. A turnê foi uma das principais turnês de qualquer gênero nos EUA. Também foi a principal turnê country de 2000.
Enquanto em Buffalo, Nova York, McGraw e Kenny Chesney se envolveram em uma briga com policiais depois que Chesney tentou montar um cavalo de polícia. McGraw foi socorrido por Chesney depois que policiais próximos acreditaram que o cavalo estava sendo roubado e tentaram prendê-lo. Os dois foram presos e acusados de agressão, mas depois foram liberados. Durante um concerto com o George Strait Country Music Festival várias semanas depois, Hill, vestido como policial, fez uma aparição não programada no final do set de McGraw e o levou para fora do palco.

#### Set This Circus Down
O sexto álbum de estúdio de McGraw, Set This Circus Down, foi lançado em abril de 2001. Ele também gerou quatro sucessos número um nas paradas country, desta vez com " Grown Men Don't Cry ", " Angry All Time " (com Faith Hill), " The Cowboy in Me " e " Unbroken ". A cantora ofereceu vocais harmoniosos para a música " Bring On the Rain " de Jo Dee Messina, que ele também produziu. Essa música liderou as paradas do país.
Famintos por mais de sua música, os fãs baixaram uma versão de sua performance da música "Things Change" de sua aparição no Country Music Association Awards Show. A música foi tocada extensivamente no rádio, tornando-se a primeira música country a aparecer nas paradas a partir de uma versão totalmente baixada.

#### Tim McGraw and the Dancehall Doctors
Em 2002, McGraw contrariou as tradições da música country ao gravar seu sétimo álbum de estúdio, Tim McGraw, e os Dancehall Doctors, com sua banda de turnê The Dancehall Doctors. Ao contrário da música rock - onde é comum as bandas de turnês fornecerem a música em álbuns gravados pelo artista que eles apoiam, os álbuns country são tipicamente gravados com músicos de sessão. McGraw escolheu usar sua própria banda de turnê, a fim de reconhecer sua parte em seu sucesso e capturar um pouco da sensação de uma banda real.
Todos os doutores Dancehall trabalham com a McGraw desde pelo menos 1996. Sua programação inclui:
- Darran Smith - guitarra, violão
- Bob Minner - guitarra base, violão, banjo, bandolim
- Denny Hemingson - guitarra de aço, elétrica, barítono e guitarras de slide,
- John Marcus - guitarra baixo
- Dean Brown - violino, bandolim
- Jeff McMahon - piano, órgão, sintetizador, teclados ... etc.
- Billy Mason - bateria
- David Dunkley - percussão[20]

O álbum estreou no No.2 nos álbuns de álbuns do país, Seu quarto e quinto singles " Real Good Man " e " Watch the Wind Blow By " ambos subiram para o número um na parada Billboard Hot Country Songs dos EUA. "Ela é meu tipo de chuva" atingiu o pico 2 em 2003, e " Red Rag Top " alcançou o número 5. O álbum também inclui um cover do clássico " Tiny Dancer ", de Elton John, no início dos anos 70, bem como duetos com Kim Carnes em "Comfort Me" (resposta aos ataques de 11 de setembro de 2001) e Don Henley e Timothy B. Schmit das Águias em "Ilegal". "Ela é o meu tipo de chuva" também recebeu uma indicação ao Grammy Award de Melhor Performance Vocal Nacional Masculina no 46º Grammy Awards.

#### Live Like You Were Dying
Seu oitavo álbum, Live Like You Were Dying, de 2004, continuou o recorde de sucesso comercial da cantora. O primeiro single do álbum e sua faixa-título foi dedicada a seu pai Tug McGraw, que morreu de um tumor no cérebro no início do ano, foi uma ode a viver a vida plenamente e no momento. O segundo single " Back When " foi um hino para uma nostalgia fácil. "Live Like You Were Dying" passou sete semanas não consecutivas no No.1 na Billboard e se tornou a principal canção country de 2004 nas paradas de fim de ano da Billboard. Ele também se tornou um dos álbuns mais premiados ao vencer o ACM Single e Canção do Ano, CMA Single e Song of the Year, e um Grammy. "Back When" foi para o número um nas paradas do país também. O álbum produziu mais três singles com " Drugs or Jesus", "Do You Want Fries com That" e "My Old Friend". "Drugs or Jesus" se tornou o primeiro single de McGraw desde 1993 para nunca chegar ao Top 10 nas paradas dos EUA, enquanto "You Want Fries with That" e "My Old Friend" alcançaram os números 5 e 6, respectivamente.
No final de 2004, seu improvável dueto com o artista de hip hop Nelly em " Over and Over se tornou um sucesso de bilheteria, passando 10 semanas no topo da lista dos 40 maiores. "Over and Over" trouxe à McGraw um sucesso que ele nunca havia experimentado no rádio de sucesso contemporâneo ou na rádio R & B, e que trouxe sucesso aos dois artistas que nunca haviam experimentado no quente mercado contemporâneo adulto. A canção também passou uma semana no topo das paradas no Reino Unido, tornando-se o primeiro hit de McGraw na Grã-Bretanha e o terceiro hit número um de Nelly no país depois de "Dilemma" e "My Place". "Over and Over" também alcançou o topo das paradas na Austrália, Nova Zelândia e República da Irlanda, e o top 10 na Áustria, Canadá, Dinamarca, Alemanha, Romênia e Suíça.
Durante a temporada de NFL de 2005, McGraw cantou uma versão alternativa de "I Like It, I Love It" toda semana durante a temporada. As letras alternativas, que mudaram a cada semana, fariam referência a peças durante os jogos de domingo, e a música seria tocada ao lado de destaques em vídeo durante o intervalo do Monday Night Football. No final do ano, McGraw tornou-se proprietário minoritário dos Nashville Kats da Arena Football League, quando o sócio majoritário Bud Adams (dono da Tennessee 's NFL's Titans) foi premiado com a franquia de expansão.

#### Let It Go

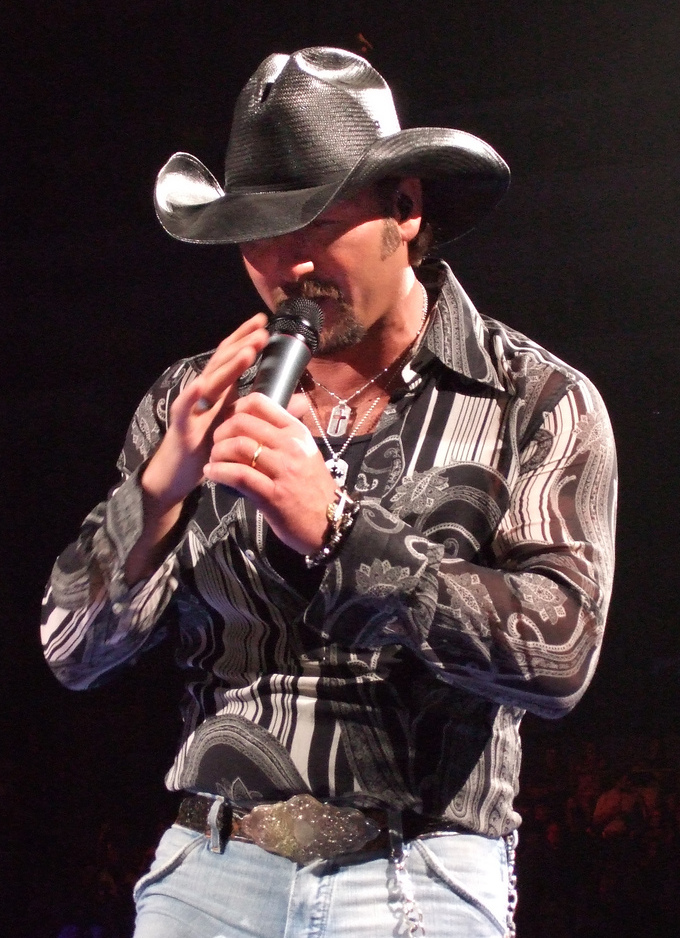
McGraw se apresentando durante a turnê Soul2Soul, em julho de 2006 foto de T. Scott / Sisters Photography

Em abril de 2006, a McGraw and Hill começou sua turnê Soul2Soul II de 73 concertos e 55 cidades, novamente com forte aceitação comercial. A turnê arrecadou cerca de US $ 89 milhões e vendeu aproximadamente 1,1 milhão de ingressos, tornando-se a turnê de maior bilheteria da história da música country. Também foi nomeada "Grande Turnê do Ano" pela prestigiosa revista Pollstar, batendo pesos pesados como Madonna e os Rolling Stones. Em um gesto especial, o casal doou todos os lucros de sua performance em Nova Orleans para o alívio do furacão Katrina.
McGraw, junto com Kenny Chesney, contribuiu para uma versão da música de Tracy Lawrence, " Find Out Who Your Friends Are ", que pode ser encontrada no álbum de Lawrence, For the Love. Embora a versão oficial única contenha apenas os vocais de Lawrence, muitas estações optaram por tocar a versão com McGraw e Chesney.
McGraw lançou seu décimo primeiro álbum de estúdio, Let It Go, em 27 de março de 2007. O primeiro single do álbum, " Last Dollar (Fly Away) ", alcançou o primeiro lugar na parada da Hot Country Songs. Isso marcou o primeiro número de McGraw 1 single desde "Back When" no final de 2004. O álbum estreou no No.1 no Billboard 200 e Top Country Album charts, marcando seu quarto No.1 álbum nas 200 paradas e seu nono no geral. Suas filhas podem ser ouvidas cantando o refrão durante os últimos segundos da música no vídeo.
Durante o show de prêmios da Academia de Música Country em 21 de maio de 2007, McGraw cantou uma música intitulada " If You're Reading This ", que ele co-escreveu com The Warren Brothers. Várias estações de rádio começaram a tocar a gravação ao vivo da música; Como resultado, ele entrou na tabela Billboard Hot Country Songs dos EUA em No.35.
McGraw também produziu o álbum de estreia da dupla country Halfway to Hazard. O primeiro single da dupla, "Daisy", chegou ao nº. 39 nas paradas dos países no verão de 2007.
No verão de 2007, McGraw e Hill fizeram uma turnê juntos novamente na turnê Soul2Soul 2007.
No 18 de janeiro de 2008 edição do jornal Hoje EUA, McGraw foi indicado para ser destaque nas Def Leppard álbum Songs from the Sparkle Lounge, tendo também co-escreveu o primeiro single, "Nine Lives", com membros da banda Def Leppard Joe Elliott, Phil Collen e Rick Savage. O emparelhamento incomum remonta a 2006, quando McGraw se juntou a Def Leppard no palco para a música " Pour Some Sugar On Me ", e depois colaborou com a música "Nine Lives" depois. O álbum foi lançado em 25 de abril de 2008.
No 50º Annual Grammy Awards de 2007, McGraw recebeu 5 indicações, incluindo Melhor Álbum Country (para Let It Go), Melhor Canção Country (tanto para "If You Reading This" e "I Need You"), como melhor colaboração entre países com vocais. (com "I Need You") e Melhor Performance Vocal de Country Masculino (com "If You're Reading This").
Em maio de 2008, ele pegou a estrada com o tour do Live Your Voice. A turnê de concertos de arena principalmente ao ar livre foi sua primeira excursão solo em quase três anos. Também em maio de 2008, ele estreou uma nova música em seu follow-up para Let It Go no Stagecoach Music Festival em Indio, Califórnia.
Em julho de 2008, o sexto single do álbum e sua faixa-título, "Let It Go", foi lançado para a rádio country. Depois disso, um sétimo single, "Nothin 'to Die For", entrou no chart Country no No.57 no final de dezembro. McGraw lançou seu terceiro pacote de maiores sucessos, Greatest Hits 3 em 7 de outubro de 2008. O álbum possui 12 faixas. McGraw foi definido para estrear uma nova música no ACM Awards 2009, mas depois cancelou sua performance; ele foi substituído por Blake Shelton, que cantou "She Wouldn't Gone".

#### Southern Voice

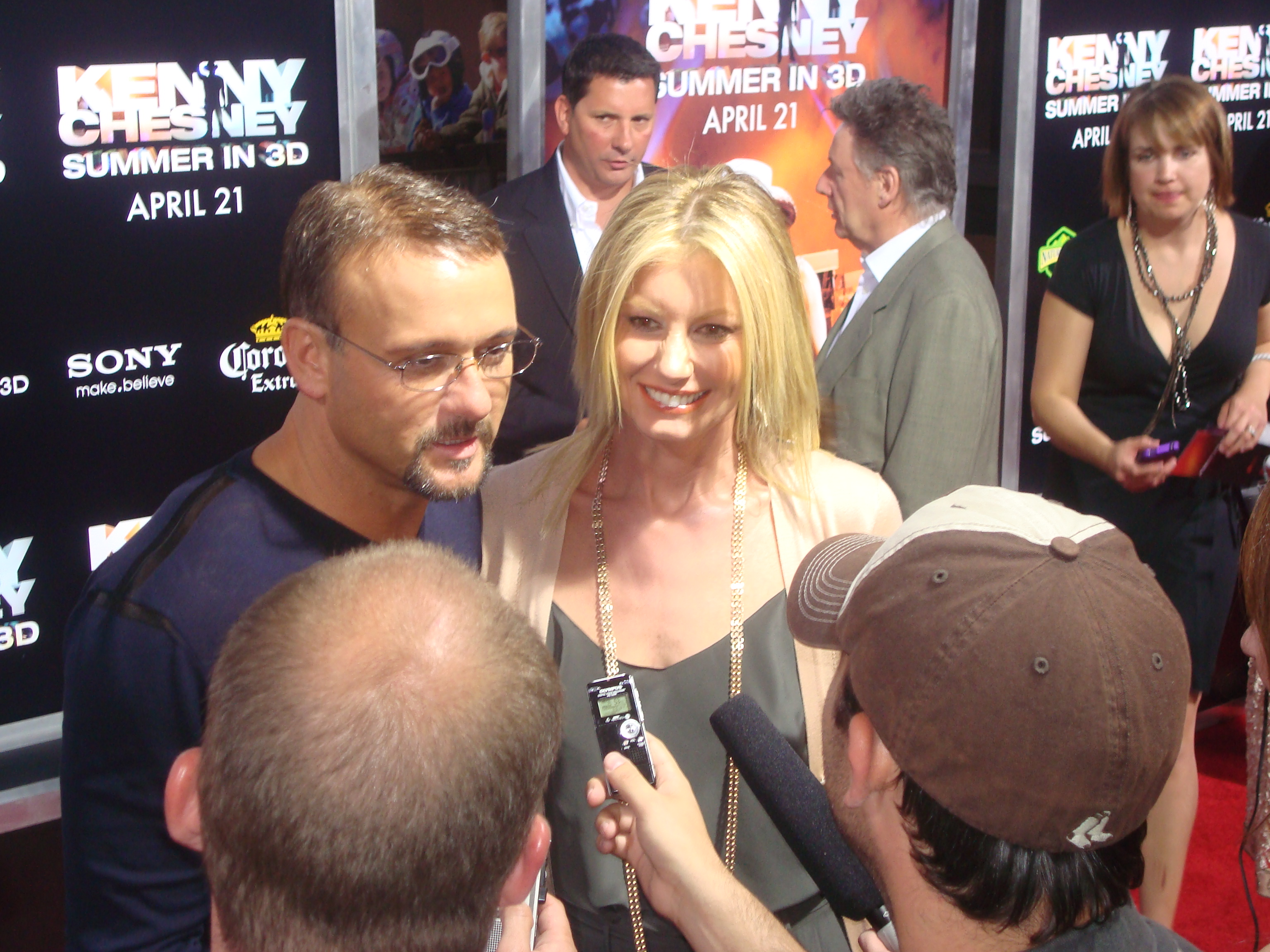
Tim mcgraw com faith hill em 2009 american music awards.

O décimo segundo álbum de estúdio da McGraw, Southern Voice, foi lançado em 20 de outubro de 2009, e liderado pelo single "É um negócio fazendo prazer com você", que foi enviado para lojas de rádio no final de junho de 2009. O Southern Voice foi considerado o último álbum de McGraw para a Curb Records, após a disputa de lançar sua terceira coleção Greatest Hits em outubro de 2008 sem sua permissão. McGraw não aprovou o lançamento. Em 30 de novembro de 2010, a Curb Records lançou sua quarta compilação de maiores sucessos, Number One Hits.

### Década de 2010

#### Emotional Traffic e Curb Records
Em 2 de janeiro de 2011, McGraw anunciou seus planos para o Emotional Traffic Tour, com os atores de abertura Luke Bryan e The Band Perry. A Sirius XM anunciou em 30 de março de 2011 que lançaria a rádio Tim McGraw, um canal de música livre de comerciais dedicado à música de McGraw, e uma entrevista em profundidade com McGraw também.
A partir do outono de 2010, McGraw terminou o trabalho no álbum Emotional Traffic, seu último álbum com a Curb Records. Em 13 de maio de 2011, a Curb Records abriu um processo por quebra de contrato contra a McGraw. A gravadora alegou que McGraw gravou faixas para o álbum Emotional Traffic muito cedo antes de sua entrega ao selo. Vários dias depois, a McGraw ajuizou uma ação contra a gravadora pedindo pagamento antecipado e reembolso do fundo de registro, indenização não especificada e julgamento por júri. Um julgamento estava programado para começar em julho de 2012.
Em novembro de 2011, um juiz concedeu à McGraw permissão para gravar música para outra gravadora, encerrando sua relação com a Curb Records, que começou em 1990. Algumas horas após a decisão, Curb lançou "Better Than I Used to Be", o segundo single do Emotional Traffic. O álbum foi lançado em 24 de janeiro de 2012.

#### Two Lanes of Freedom
Em dezembro de 2011, McGraw lançou seu primeiro single de Natal, "Christmas All Over the World", em sua própria gravadora, a StyleSonic Records. Em 21 de maio de 2012, no entanto, ele assinou com a Big Machine Records. O primeiro álbum da McGraw para Big Machine, intitulado Two Lanes of Freedom, foi lançado em 5 de fevereiro de 2013. Ele estreou no número 2 nas paradas vendendo 108.000 cópias. O álbum inclui os singles "Truck Yeah", "One of Those Nights", "Highway Don't Care " (um dueto com Taylor Swift, que também apresenta Keith Urban na guitarra), e "Southern Girl".
McGraw se apresentou no festival C2C: Country to Country, em Londres, em 16 de março de 2013.

#### Love StoryeSundown Heaven Town
McGraw lançou um single intitulado "Lookin 'for That Girl" em janeiro de 2014 como o primeiro single do seu segundo álbum para Big Machine. Foi seguido imediatamente pelo anúncio do Sundown Heaven Town Tour. O álbum, intitulado Sundown Heaven Town, foi lançado em 16 de setembro de 2014. Quatro meses depois, "Lookin for That Girl" foi retirado como single e substituído por " While Back at Mama's", que conta com backing vocals de Hill. "Shotgun Rider" tornou-se o terceiro single do álbum e o número 1 do Country Airplay no final de 2014. Na sequência, foi "Diamond Rings e Old Barstools", um dueto com Catherine Dunn.
O oitavo álbum de maiores sucessos de McGraw, Love Story, é uma compilação de suas doze maiores canções de amor e duas gravações inéditas. Foi lançado exclusivamente pelo Walmart em 4 de fevereiro de 2014 pela Curb Records.

#### Damn Country Music
Em 10 de agosto de 2015, a McGraw lançou um novo single para os varejistas digitais, intitulado "Top of the World", que mais tarde foi lançado na rádio em 17 de agosto de 2015 como o primeiro single de seu álbum de estúdio da Big Machine Records. Em 17 de setembro, McGraw anunciou que o álbum foi intitulado Damn Country Music, com data de lançamento marcada para 6 de novembro. O segundo single do álbum, "Humble and Kind", foi lançado na rádio country em 1 de fevereiro de 2016 e alcançou o número 1 nas paradas da Billboard Hot Country. McGraw foi selecionado como um dos 30 artistas para se apresentar no "Forever Country", uma faixa mash-up de Take Me Home, Roads Country, On the Road Again e I Will Always Love You, que celebra 50 anos do CMA Awards. O terceiro single do álbum, "How I'll Always Be", lançado na rádio nacional em 11 de julho de 2016. Atingiu o número 3 no Country Airplay em fevereiro de 2017.

#### The Rest of Our Life
Em 4 de outubro de 2016, durante um show no Ryman Auditorium, McGraw e Hill anunciaram que voltariam juntos para a estrada no Soul2Soul World Tour. A turnê começou em 7 de abril de 2017 em Nova Orleans e continuará em 2018, incorporando o festival C2C: país a país realizado no Reino Unido e na Irlanda durante o mês de março de 2018.
Antes do início da turnê, foi relatado que a McGraw, ao lado de Hill, havia assinado um novo contrato com a Sony Music Nashville. A assinatura também indicou o lançamento de um dueto entre o casal, e que várias gravações solo seriam produzidas. A assinatura da nova gravadora também antecedeu o lançamento de " Speak to a Girl ", o single principal do álbum dueto, The Rest of Our Life, que foi lançado em 17 de novembro de 2017. O lançamento do álbum coincidiu com a abertura de uma exposição no Hall da Fama e Museu Country Music intitulado Mississippi Woman, Louisiana Man, que celebra as carreiras de ambos, McGraw e Hill.

## Produtor
McGraw ocasionalmente serviu como produtor de discos em colaboração com Byron Gallimore, que co-produziu todos os seus álbuns. Os dois co-produziram a estréia de Jo Dee Messina, bem como os próximos dois álbuns, I'm Alright and Burn. McGraw e Gallimore também produziram o único álbum lançado pela The Clark Family Experience em 2000, e Halfway to Hazard 2007, álbum de estréia auto-intitulado.

## Carreira de ator
A primeira atuação de McGraw foi em um episódio de 1997 do The Jeff Foxworthy Show, onde ele interpretou o rival de Foxworthy.
Em 2004, McGraw interpretou um xerife no lançamento independente de Rick Schroder, Black Cloud. Mais tarde, no mesmo ano, McGraw foi aclamado pela crítica como o pai autoritário de um running back no grande estúdio de futebol americano do Texas High School, Friday Night Lights. O Dallas Observer disse que o papel foi "jogado com ferocidade inesperada pelo cantor country Tim McGraw". O filme arrecadou mais de US $ 60 milhões em todo o mundo nas bilheterias, e vendeu milhões no mercado de DVD. Mais recentemente, foi nomeado um dos 50 melhores filmes de ensino médio de todos os tempos (Não.37) pela Entertainment Weekly.
O primeiro papel principal de McGraw foi no filme de 2006, Flicka, que foi lançado nos cinemas em 20 de outubro de 2006. No remake do clássico livro My Friend Flicka, McGraw interpretou o pai, Rob, co-estrelando com Alison Lohman e Maria Bello. O filme familiar estreou na lista dos 10 melhores e arrecadou mais de US $ 25 milhões nas bilheterias. McGraw voltou a ser aclamado pela crítica por sua atuação.
Pouco antes de Flicka abrir, McGraw recebeu uma estrela na Calçada da Fama de Hollywood. Sua estrela está localizada no 6901 Hollywood Boulevard, perto de estrelas que homenageiam Julie Andrews, William Shatner e a falecida Greta Garbo. Uma de suas co-estrelas do Flicka, Alison Lohman, participou da cerimônia que incluiu comentários de Billy Bob Thornton, co-estrela de McGraw no filme Friday Night Lights.
Além de atuar em Flicka, McGraw atuou como produtor executivo do álbum da trilha sonora, que foi lançado por sua gravadora, a StyleSonic Records, em associação com os filmes da Curb Records e da Fox 2000. Ele apresentou a canção de crédito de fechamento "My Little Girl", uma das duas primeiras músicas que McGraw gravou que ele também co-escreveu (o outro é "I've Got Friends That Do", ambos incluídos no Greatest Hits Vol. 2). A canção foi nomeada pela Broadcast Film Critics para "Best Song" em um filme, e o filme foi indicado na categoria "Melhor Family Film (Live Action)". O filme provou ser outro sucesso no mercado de DVD, e vendeu mais de um milhão de cópias, estreando no No.3 no gráfico de vendas de DVD.
McGraw também teve um pequeno papel no filme The Kingdom, de 2007, produzido por Michael Mann, reunindo-o com o diretor da Friday Night Lights, Peter Berg. McGraw interpretou um viúvo amargurado e irritado, cuja esposa foi morta no ataque terrorista que é a peça central do filme.
Em 22 de novembro de 2008, McGraw fez sua primeira aparição no Saturday Night Live. Ele também tocou "Dallas McVie" em Four Christmases.
McGraw apareceu em 2009 no filme The Blind Side como Sean Tuohy, marido do personagem de Sandra Bullock, Leigh Anne Tuohy. The Blind Side é baseado na história real de Michael Oher, um jovem afro-americano desabrigado de um lar desfeito, acolhido e adotado pelos Tuohys, uma família branca abastada que o ajuda a realizar seu potencial. Por seu desempenho, Bullock ganhou o Oscar de Melhor Atriz em um Papel Principal.
Ele está entre as estrelas de Dirty Girl, um filme que estreou em 12 de setembro de 2010 no Toronto Film Festival, junto com Juno Temple, Milla Jovovich, William H. Macy e Dwight Yoakam.
Também em 2010, McGraw estrelou em Country Strong como James Canter, o marido e gerente da cantora de música fictícia Kelly Canter (interpretada por Gwyneth Paltrow). Além de sua aparição no filme, a canção de McGraw "Me and Tennessee", um dueto com Paltrow, foi tocada durante os créditos finais.
Em 2015, McGraw apareceu no Tomorrowland como Eddie Newton, o pai de Casey (Casey Newton - personagem principal interpretado por Britt Robertson) e engenheiro da NASA

## Filantropia
Em 1994, quando McGraw alcançou a fama pela primeira vez, ele estabeleceu o evento anual da Swampstock. Começou como um jogo de softball de caridade para arrecadar dinheiro para os programas da pequena cidade natal; O evento agora inclui um jogo de softball de celebridades e um show multi-artista que atrai mais de 11.000 fãs por ano. Os eventos combinados financiaram novos parques e equipamentos para a Little League e estabeleceram fundos para bolsas de estudo para estudantes na área nordeste da Louisiana.
De 1996 a 1999, McGraw organizou um concerto anual de Ano Novo em Nashville com convidados especiais, incluindo Jeff Foxworthy, Dixie Chicks e Martina McBride. O show de 1997 arrecadou mais de US $ 100.000 para o Hall da Fama e Museu da Country Music Foundation. A partir de 1999, a McGraw escolheria cidades selecionadas em cada turnê, e na noite anterior à sua apresentação, escolheria um clube local e apresentaria um programa organizado rapidamente. Este tour-dentro-de-tour ficou conhecido como "The Bread and Water Tour", e todos os rendimentos do show foram para uma instituição de caridade daquela comunidade.
McGraw criou uma camiseta de caridade vendida pela Angelwear para beneficiar a MusiCares. MusiCares suporta músicos em tempos de necessidade. Sua caridade se concentra particularmente em questões de saúde. A Fundação Tim McGraw arrecada fundos para melhorar a qualidade de vida de crianças e adultos com tumores cerebrais. Ele apóia o Muhammad Ali Parkinson Center, a Fundação David Foster, que ajuda famílias de crianças que precisam de transplantes de órgãos, e o Musicians on Call, que traz música para o leito dos pacientes do hospital. Ele também realiza durante jantares e leilões para beneficiar crianças com deficiência. Hill e McGraw entregaram à Sociedade de Socorro do Corpo de Fuzileiros Navais da Marinha Norte-Americana US $ 375.000 (o recibo do portão inteiro de um de seus shows) para ajudar as famílias de 17 marinheiros após o ataque terrorista ao USS Cole, o destróier de mísseis guiados que sofreu danos significativos no Golfo de Aden, no Iêmen, em 12 de outubro de 2000.
Nos dias imediatamente após o furacão Katrina, McGraw, que foi criado no Mississippi, juntou-se a grupos levando suprimentos para Gulfport, Mississippi. Os dois também realizaram vários concertos de caridade para beneficiar aqueles que foram deslocados pela tempestade. No final do ano, o casal estabeleceu a Neighbor's Keeper Foundation, que fornece fundos para instituições de caridade comunitárias para ajudar em serviços humanitários básicos, no caso de um desastre natural, ou para circunstâncias pessoais desesperadas.
McGraw também é membro do Gabinete Nacional da Celebridade da Cruz Vermelha Americana, ao qual várias celebridades doam seu tempo, habilidades e fama, para ajudar a Cruz Vermelha a destacar iniciativas importantes e esforços de resposta.
McGraw ajudou com eventos beneficentes do quarterback do Minnesota Vikings, Brett Favre. A Brett Favre Fourward Foundation apresentou McGraw realizando shows durante jantares e leilões que beneficiam crianças com deficiências em Wisconsin e Mississippi. Uma instância é registrada no site oficial da Favre.
Em 12 de julho de 2007, foi divulgado que McGraw, em Grand Rapids, Michigan, doou US $ 5.000 para Kailey Kozminski, filha de 3 anos do policial Robert Kozminski, um policial de Grand Rapids que foi morto em 8 de julho., 2007, enquanto respondia a um distúrbio doméstico.

## Política

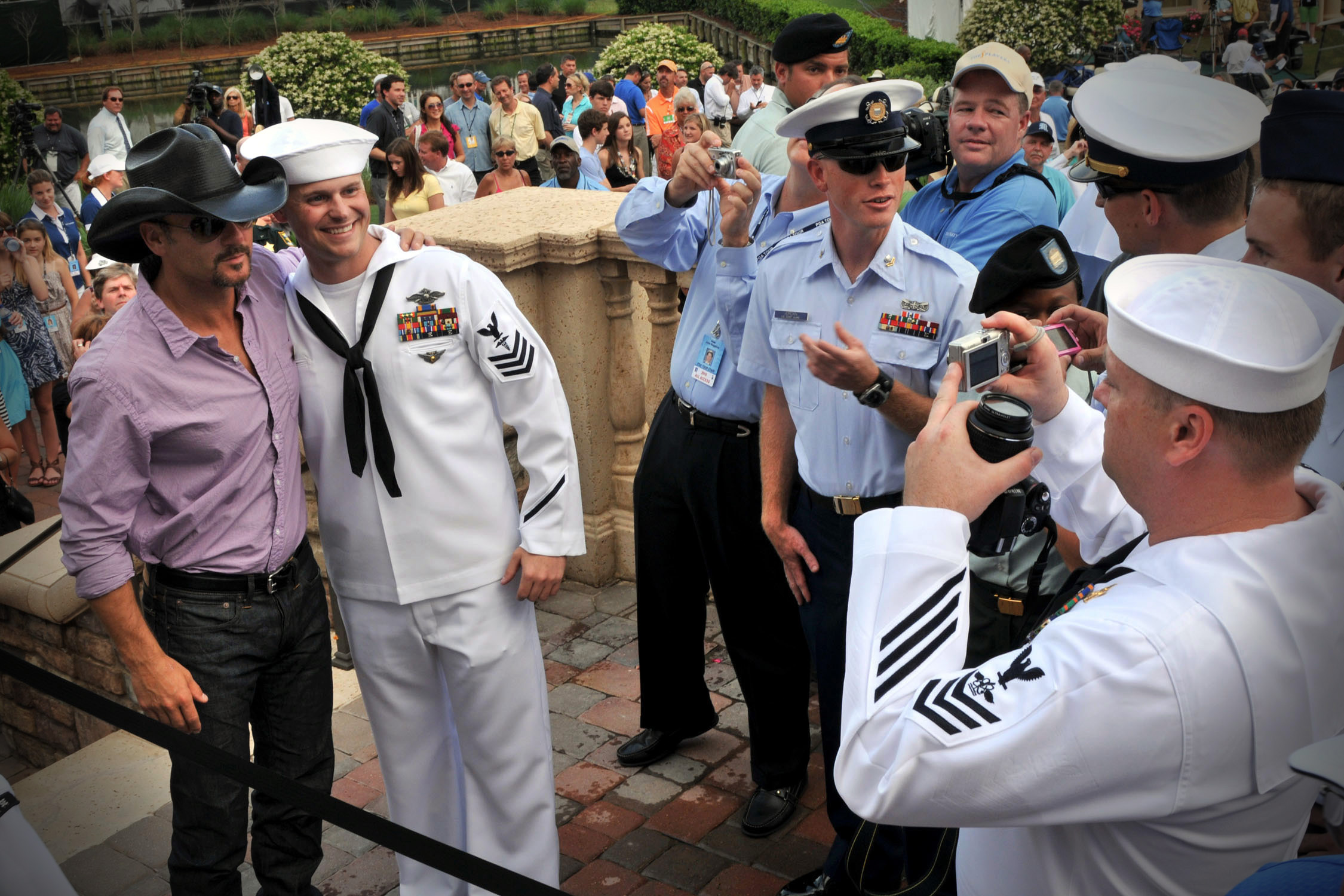
Tim McGraw posa para um marinheiro em Ponte Vedra Beach, Flórida, em 5 de maio de 2010, antes de se apresentar no Tournament Players Club no dia da apreciação militar de Sawgrass.

Em uma entrevista de 2006 à revista Esquire, McGraw, um democrata, declarou que gostaria de concorrer a um cargo público, possivelmente para o Senado dos Estados Unidos ou o governador do Tennessee, seu estado natal. Na mesma entrevista, ele elogiou o ex- presidente Bill Clinton. Em uma entrevista de 2008 à revista People, McGraw se referiu a si mesmo como um " cão azul democrata " e declarou seu apoio e de sua família a Barack Obama.

## Vida pessoal
McGraw se casou em 1996 e tem três filhas.
A McGraw possui uma licença de piloto particular e possui um Cirrus SR22 monomotor.
Em 2015, a Forbes estimou o faturamento anual de McGraw em US $ 38 milhões.

## Discografia

### Álbuns de estúdio
- Tim McGraw (1993)
- Not a Moment Too Soon (1994)
- All I Want (1995)
- Everywhere (1997)
- A Place in the Sun (1999)
- Set This Circus Down (2001)
- Tim McGraw and the Dancehall Doctors (2002)
- Live Like You Were Dying (2004)
- Let It Go (2007)
- Southern Voice (2009)
- Emotional Traffic (2012)
- Two Lanes of Freedom (2013)
- Sundown Heaven Town (2014)
- Damn Country Music (2015)
- The Rest of Our Life (com Faith Hill) (2017)

## Turnês
| Headlining - The Spontaneous Combustion Tour (1996) - Everywhere Tour (1997) - The Bread and Water Tour (1999) - Set This Circus Down Tour (2001) - Live Like You Were Dying Tour (2004) - Live Your Voice Tour (2008) - Southern Voice Tour (2010) - Two Lanes of Freedom Tour (2013) - Sundown Heaven Town Tour (2014) - Shotgun Rider Tour (2015) | Co-headlining - Soul2Soul Tour (2000) (with Faith Hill) - Soul2Soul II Tour (2006–07) (with Faith Hill) - Tim McGraw & Faith Hill Australia 2012 Tour (2012) - Brothers of the Sun Tour (2012) (with Kenny Chesney) - Soul2Soul World Tour (with Faith Hill) |

## Filmografia
| Filme | Filme                  | Filme                         | Filme                                                              |
| Ano   | Título                 | Função                        | Notas                                                              |
| ----- | ---------------------- | ----------------------------- | ------------------------------------------------------------------ |
| 2004  | Nuvem negra            | Poderes do penhasco do xerife |                                                                    |
| 2004  | Luzes de Sexta à Noite | Charles Billingsley           | Nomeado - MTV Movie Award - Melhor Performance Revelação Masculina |
| 2006  | Flicka                 | Rob McLaughlin                | Nomeado - Critics Choice Award de Melhor Canção: "My Little Girl"  |
| 2007  | O Reino                | Aaron Jackson                 |                                                                    |
| 2008  | Quatro natais          | Dallas McVie                  |                                                                    |
| 2009  | O lado cego            | Sean Tuohy                    |                                                                    |
| 2010  | Garota safada          | Danny Briggs                  |                                                                    |
| 2010  | País forte             | James Canter                  |                                                                    |
| 2015  | Terra do Amanhã        | Eddie Newton                  |                                                                    |
| 2016  | The Shack              | Willie                        |                                                                    |

### Televisão
| Televisão | Televisão                                    | Televisão         | Televisão                                   |
| Ano       | Título                                       | Função            | Notas                                       |
| --------- | -------------------------------------------- | ----------------- | ------------------------------------------- |
| 1997      | O Jeff Foxworthy Show                        | Lionel            | Episódio: "Feud for Thought"                |
| 2000      | rua Sesamo                                   | Ele mesmo         | Episódio: "3919"                            |
| 2008      | Sábado à noite ao vivo                       | Hospedeiro        | Episódio: "Tim McGraw / Ludacris e T-Pain " |
| 2011      | Quem você pensa que é? (Série de TV dos EUA) | Ele mesmo         | Episódio: "Tim McGraw"                      |
| 2013      | Mestre dos bolos                             | Ele mesmo         | Episódio: "Um Cowboy Em Hoboken"            |
| 2015      | Repita depois de mim                         | Ele mesmo         | Episódio: "1x4"                             |
| 2016      | A Temporada da Voz 11                        | Conselheiro Chave |                                             |

## Prêmios
| Year | Awards                            | Award                                                                                     |
| ---- | --------------------------------- | ----------------------------------------------------------------------------------------- |
| 1994 | Country Music Television          | Male Video Artist of the Year                                                             |
| 1994 | Academy of Country Music          | Album of the Year – Not a Moment Too Soon                                                 |
| 1994 | Academy of Country Music          | Top New Male Vocalist                                                                     |
| 1994 | Billboard Awards                  | Top New Country Artist                                                                    |
| 1994 | Billboard Magazine                | Top New Country Album – Not a Moment Too Soon                                             |
| 1995 | American Music Awards             | Favorite Country New Artist                                                               |
| 1997 | Billboard Magazine                | Single of the Year – "It's Your Love" (with Faith Hill)                                   |
| 1997 | Country Music Television          | Video of the Year – "It's Your Love" (with Faith Hill)                                    |
| 1997 | Country Music Television          | Male Artist of the Year                                                                   |
| 1997 | Playgirl Magazine                 | Top Ten, Sexiest Men of the Year                                                          |
| 1997 | CMA                               | Vocal Event – "It's Your Love" (with Faith Hill)                                          |
| 1998 | Billboard Awards                  | Country Single of the Year – "Just to See You Smile"                                      |
| 1998 | CMA                               | Album of the Year – Everywhere                                                            |
| 1998 | Academy of Country Music          | Single of the Year – "It's Your Love" (with Faith Hill)                                   |
| 1998 | Academy of Country Music          | Song of the Year – "It's Your Love" (with Faith Hill)                                     |
| 1998 | Academy of Country Music          | Video of the Year – "It's Your Love" (with Faith Hill)                                    |
| 1998 | Academy of Country Music          | Top Vocal Event – "It's Your Love" (with Faith Hill)                                      |
| 1999 | Academy of Country Music          | Male Vocalist                                                                             |
| 1999 | Academy of Country Music          | Vocal Collaboration – "Just to Hear You Say That You Love Me" (with Faith Hill)           |
| 1999 | CMA                               | Male Vocalist                                                                             |
| 1999 | CMA                               | Album of the Year – A Place in the Sun                                                    |
| 2000 | CMA                               | Male Vocalist                                                                             |
| 2000 | National Fatherhood Initiative    | Father of the Year                                                                        |
| 2000 | Academy of Country Music          | Male Vocalist                                                                             |
| 2000 | Billboard Awards                  | Male Artist of the Year                                                                   |
| 2001 | American Music Awards             | Favorite Male Country Artist                                                              |
| 2001 | Grammy Awards                     | Best Country Collaboration with Vocals – "Let's Make Love" (with Faith Hill)              |
| 2001 | CMA                               | Entertainer of the Year                                                                   |
| 2001 | Billboard Awards                  | Country Artist                                                                            |
| 2001 | Billboard Awards                  | Male Country Artist                                                                       |
| 2001 | Billboard Awards                  | Country Albums Artist                                                                     |
| 2001 | Billboard Awards                  | Country Single Artist                                                                     |
| 2001 | Billboard Awards                  | Country Album – Greatest Hits                                                             |
| 2002 | American Music Awards             | Best Country Album – Set This Circus Down                                                 |
| 2002 | American Music Awards             | Favorite Male Country Artist                                                              |
| 2003 | American Music Awards (January)   | Favorite Country Male Artist                                                              |
| 2003 | Radio Music Awards (January)      | Country Male Artist                                                                       |
| 2003 | American Music Awards (November)  | Favorite Country Male Artist                                                              |
| 2004 | People's Choice Awards            | Favorite Country Male Artist                                                              |
| 2004 | Radio Music Awards                | Country Male Artist                                                                       |
| 2004 | CMA                               | Single of the Year – "Live Like You Were Dying"                                           |
| 2005 | American Music Awards             | Album of the Year – Live Like You Were Dying                                              |
| 2005 | American Music Awards             | Best Male Country Artist                                                                  |
| 2005 | Academy of Country Music          | Song of the Year – "Live Like You Were Dying"                                             |
| 2005 | Academy of Country Music          | Single of the Year – "Live Like You Were Dying"                                           |
| 2005 | People's Choice Awards            | Favorite Country Male Artist                                                              |
| 2005 | Grammy Award                      | Best Male Country Vocal Performance – "Live Like You Were Dying"                          |
| 2005 | Country Music Television          | Most Inspiring Video – "Live Like You Were Dying"                                         |
| 2006 | People's Choice Awards            | Top Male Performer                                                                        |
| 2006 | Grammy Award                      | Best Country Collaboration with Vocals – "Like We Never Loved At All" (with Faith Hill)   |
| 2012 | CMA                               | Musical Event of the Year – "Feel Like a Rock Star" (with Kenny Chesney)                  |
| 2013 | British Country Music Association | International Song of the Year - "Highway Don't Care" (with Taylor Swift and Keith Urban) |
| 2014 | People's Choice Awards            | Country Music Icon                                                                        |
| 2016 | CMT Music Awards                  | Video Of The Year - "Humble and Kind"                                                     |